# Stelis diversifolia
Stelis diversifolia är en orkidéart som beskrevs av Carlyle August Luer och Alexander Charles Hirtz. Stelis diversifolia ingår i släktet Stelis och familjen orkidéer. Inga underarter finns listade i Catalogue of Life.